# Verbum - Casa de las Palabras
El Verbum - Casa de las Palabras es un museo interactivo de la ciudad de Vigo, dedicado a los ámbitos relacionados con la comunicación humana, diseñado como un espacio cultural, lúdico y divulgativo en el que los visitantes puedan participar de un modo activo en los elementos expositivos. Un espacio de entretenimiento que permite experimentar y conocer a través de juegos todo lo relacionado con la comunicación: los lenguajes, los idiomas, las palabras, las letras, los sonidos, los signos, los símbolos, la vista, el oído, la lectura, la escritura, la literatura, la tecnología, etc.

## El museo
Verbum es un vocablo latino que significa palabra, porque la palabra es el origen del contenido del proyecto y el latín es la lengua que dio origen a las lenguas románicas, entre las cuales está la lengua gallega. Tomando la palabra como unidad mínima de significación, los contenidos de Verbum se desarrollan en cuatro disciplinas generales: lenguas, ciencias, literatura y tecnología.
El museo está situado al lado de la playa de Samil, frente a la ría de Vigo, en una de las principales zonas de ocio de Vigo, que dispone de un largo paseo marítimo que bordea la playa, además de zonas verdes, instalaciones deportivas, parques infantiles, establecimientos de hostelería y aparcamientos. La superficie total construida es de más de 5.000 m², localizados en una parcela de más de 13.000 m².
El edificio fue diseñado por el arquitecto gallego César Portela, y está estructurado en cuatro plantas (sótano, bajo, planta superior y cubierta) unificadas por una caja de luz que las atraviesa y las relaciona, en la que se estructuran las comunicaciones verticales (escaleras y elevadores).
El proyecto es un conjunto de cajas que, como ocurre con las cajas chinas, se contienen unas a otras y se mezclan entre sí, generando espacios y situaciones interrelacionadas. El conjunto parece sostenerse vacío, en tanto que cada caja se diseña convenientemente: se rasga, se aprieta, se manipula, para permitir la entrada de la luz, que a su paso va creando ámbitos claros y oscuros, recintos bañados por luces cambiantes a medida que transcurre el día, por los que transitan los visitantes a la vez que descubren lo rico, lo complejo, lo insólito que puede llegar a ser el mundo de la palabra.
La expresividad del espacio y de las formas se suman a la expresividad de la escultura y la pintura. En el jardín de la entrada principal se encuentra la escultura en bronce de Sergio Portela El susurro. En la entrada del auditorio está La censura, una pieza de Manuel Coia: un personaje cortándole la lengua a otro como muestra de la censura de la libertad de expresión. Por último, presidiendo el gran espacio central, un fresco de José María Báez titulado Las palabras.

## Contenido del museo
El diseño expositivo del Verbum se organiza en 29 cubos de madera interactivos -correspondientes a las letras del alfabeto- en los que se desarrollan las diferentes temáticas de las que trata el museo, siempre alrededor de la comunicación humana. Se pueden diferenciar las cuatro grandes áreas antes mencionadas, que sirven para marcar los itinerarios de los diferentes recorridos a realizar.
- Lenguaje y comunicación: En esta zona se muestra el uso de la palabra en la comunicación, tanto de forma oral como escrita. Es la forma básica de comunicación, la más simple y la más usada (lenguaje verbal); aunque no siempre son necesarias las palabras para hacerse entender, basta con un gesto, una señal o una imagen, para transmitir todo aquello que se quiere expresar (lenguaje no verbal).

- Literatura: A través de diferentes cubos se pueden recorrer diferentes géneros y formas de hacer de esta disciplina que convierte las palabras en arte.

- Ciencias: La ciencia también está presente en el museo, dado que está íntimamente ligada al fenómeno de la comunicación. Se muestra el funcionamiento de la boca y las cuerdas vocales, como va el sonido por el aire o lo que se escucha en el vacío.

- Tecnología: Son muchos los avances que contribuyeron a mejorar los sistemas de comunicación: las tecnologías de la información y la comunicación, ya desde la invención del telégrafo o el teléfono hasta internet.[6]

## Servicios adicionales
Además de los elementos expositivos, el inmueble cuenta con servicios adicionales como cafetería - restaurante, una sala de exposiciones temporales, un salón de actos y un aula para seminarios con capacidad para cincuenta personas sentadas.
El salón de actos, con capacidad para doscientas personas sentadas, está dotado de megafonía, cañón de vídeo, pantalla de proyección y equipos de traducción simultánea. En el mismo se realizan todo tipo de actividades complementarias, tanto propias del Verbum como externas.
En el vestíbulo hay un punto de información digital en el que se pueden consultar páginas web con información.